# Tasman Rugby Union
Maillots
Actualités
Dernière mise à jour : 7 août 2025.
Tasman Rugby Union est la fédération de rugby à XV représentant la baie de Tasman, sur la côte nord-est de l'île du Sud en Nouvelle-Zélande. Son siège est situé à Nelson. Son équipe première, dénommée Tasman Mako, participe au championnat des provinces NPC depuis 2006. Elle se produit  alternativement au Lansdowne Park de Blenheim et au Trafalgar Park de Nelson. Ses joueurs sont prioritairement sélectionnables pour les Crusaders (Super Rugby).

## Historique
La Tasman Rugby Union est l'émanation de plusieurs fédérations provinciales. Le 18 juin 1885, la Nelson Rugby Union est fondée pour superviser le rugby dans la région de Nelson, au nord de l'Île du Sud. Elle devient la sixième fédération provinciale du pays. En 1920 est créée la Golden Bay-Motueka Rugby Union qui recouvre l'ouest de la baie de Nelson. En 1968, les deux fédérations fusionnent pour donner la Nelson Bays Rugby Union.
En décembre 2005, Nelson Bays absorbe la Marlborough Rugby Union (fondée en 1888) et est renommée Tasman Rugby Union. L'équipe est d'abord surnommée les Makos, du nom du requin mako, « endémique de la Nouvelle-Zélande, mais particulièrement présent dans les eaux du détroit de Cook des Marlborough Sounds et de la baie de Tasman. Les Maoris avaient une grande admiration pour le mako du fait de sa légendaire ténacité et de son esprit combatif à l'extrême. Il est aussi réputé pour sa vitesse, sa force et son agilité, autant de qualités qui font que notre équipe est admirée ». En 2017, à la suite de demandes émanant de la communauté māori, le nom est changé en Tasman Mako (sans « s » final) car en langue māori, mako est déjà un pluriel, si bien que Makos était considéré non seulement comme inutile mais comme ridicule, voire insultant pour la culture māori .
Sur le plan sportif, Tasman évolue d'abord au milieu de tableau de la division unique de l'Air New Zealand Cup entre 2006 et 2010, avant d'être versé en deuxième division (Championship) de la compétition rebaptisée ITM Cup lors de sa réorganisation en 2011. Elle remporte le Championship en 2013 et dès sa première saison en Premiership, elle atteint la finale où elle s'incline face à Taranaki (32-36).
Tasman remporte ensuite deux championnats NPC constitutifs en 2019 et 2020.

## Palmarès

### Championnat des provinces
Nelson Bays
- National Provincial Championship (Deuxième division) :
  - Vainqueur (2) : 1999, 2004
- National Provincial Championship (Troisième division) :
  - Vainqueur (1) : 1992

Tasman
- Mitre 10 Cup (Premiership) :
  - Vainqueur (2) : 2019, 2020
  - Finaliste (4) : 2014, 2016, 2017, 2021
- ITM Cup (Championship) :
  - Vainqueur (1) : 2013

## Effectif 2025

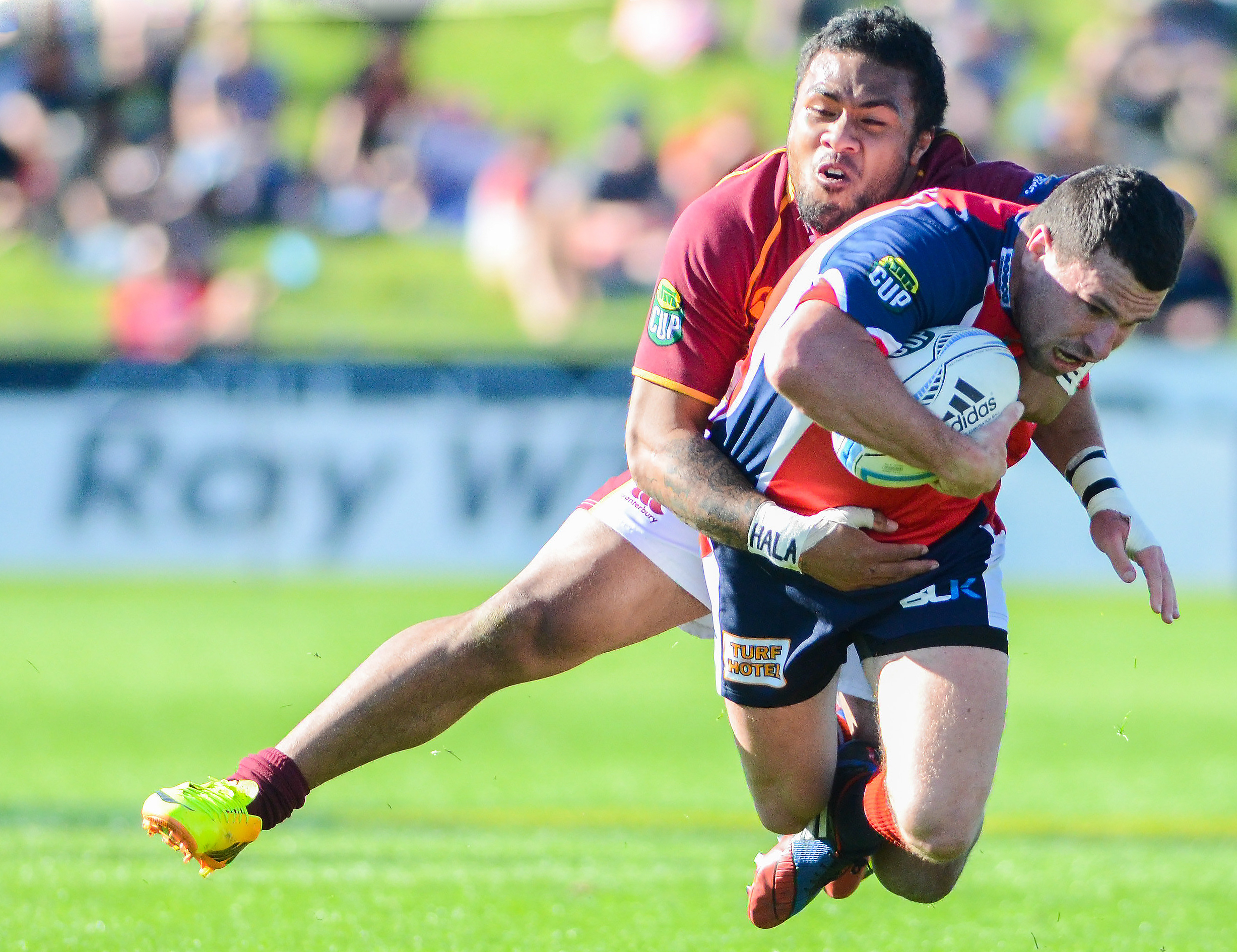
Les Mako (rouge et bleu) à l'attaque contre Southland

## Joueurs emblématiques
- Jimmy Cowan
- Greg Feek
- Chris Jack
- Robbie Malneek
- Caleb Ralph
- Liam Squire
- Sakaria Taulafo